# Ischiasnerven

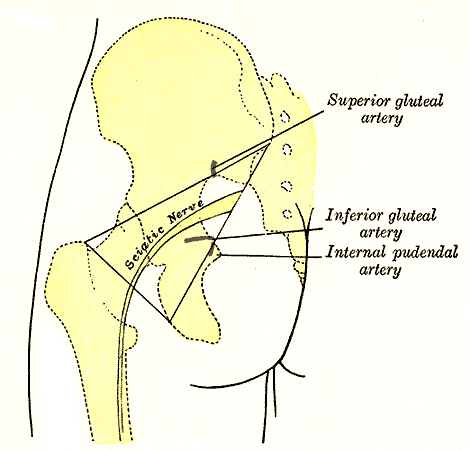
Ischiasneven är här markerad med sciatic nerve.

Ischiasnerven (på latin nervus ischiadicus) är kroppens längsta och tjockaste nerv. Den löper ut från ryggmärgen i nedre delen av ryggen, vid kotorna L4–S3 och går genom nedre delen av kroppen via lårets baksida ner till foten. Ischiasnerven är tjock som ett lillfinger. Den sköter nervförbindelserna för nästan hela benets hud, musklerna på lårets baksida, underbenet och foten. Smärta i ischiasnerven kallas ischias.